# Karl Eugen Dühring
Karl Eugen Dühring (1833-1921) là nhà triết học và kinh tế học Đức. Dühring thù địch với đạo Do Thái và Cơ Đốc giáo vì cho rằng các đạo ấy làm tha hoá con người. Dühring chịu ảnh hưởng của Auguste Comte và của Ludwig Feuerbach. Triết học của Dühring là một sự hỗn hợp chủ nghĩa duy tâm, chủ nghĩa duy vật máy móc và chủ nghĩa thực chứng. Những quan điểm triết học, kinh tế học và chủ nghĩa xã hội của Dühring đã có ảnh hưởng khá rộng đến các nhà xã hội dân chủ Đức lúc đó, đặc biệt là Eduard Bernstein. Friedrich Engels đã kịch liệt phê phán những quan điểm của Dühring trong cuốn Herrn Eugen Dührings Umwälzung der Wissenschaft (Ông Dühring đã đảo lộn khoa học), thường gọi là Anti-Dühring (Chống Dühring).